# Захаровський виставок
Заха́ровський ви́ставок (рос. Захаровский выставок) — присілок у складі Лузького району Кіровської області, Росія. Входить до складу Папуловського сільського поселення.
Населення становить 1 особа (2010, 5 у 2002).
Національний склад станом на 2002 рік — росіяни 100 %.